# Tudo por um Popstar
Tudo por um Popstar é um filme brasileiro baseado no livro de mesmo nome da escritora Thalita Rebouças. O filme foi lançado no dia 11 de outubro de 2018, protagonizado por Maisa Silva, Mel Maia e Klara Castanho.

## Enredo
Gabi, Manu e Ritinha são três adolescentes apaixonadas pelos Slavabody Disco Disco Boys, uma boy band americana, febre entre as adolescentes de todo o mundo. Um dia, a banda anuncia uma turnê mundial e que virá pela primeira vez ao Brasil para um show no Rio de Janeiro. Dispostas a tudo para conseguir realizar o sonho de ir ao show e conhecer os astros, as três amigas entrarão na aventura mais doida de suas vidas, contando com a ajuda da prima de Manu, Babette. O que as meninas não esperavam é que, além de enfrentar os pais, elas tem que lidar com os ingressos esgotados e o fato de que Dani, a garota mais popular do colégio, vai para o show também, fazendo questão de provocá-las.

## Elenco
| Intérprete           | Personagem                       |
| -------------------- | -------------------------------- |
| Maisa Silva          | Gabriela Diniz (Gabi)            |
| Mel Maia             | Rita de Cassia Ribeiro (Ritinha) |
| Klara Castanho       | Manuela Pereira (Manu)           |
| Felipe Neto          | Billy Bold                       |
| Maitê Padilha        | Danielle Assis (Dani)            |
| Giovanna Lancellotti | Babette Pereira                  |
| João Guilherme Ávila | Slack Tiger                      |
| Isacque Lopes        | Julius Tiger                     |
| Victor Aguiar        | Michael Tiger                    |
| Gabz                 | Gisele                           |
| Bárbara Maia         | Liliane                          |
| Letícia Isnard       | Iara (mãe da Gabi)               |
| Osvaldo Mil          | Onofre Ribeiro (pai da Ritinha)  |
| Flávia Garrafa       | Maclá (mãe da Manu)              |
| Victor Lamoglia      | Davi                             |
| Ernani Moraes        | Chefe de Segurança               |
| Miguel Nader         | Tom (segurança do Slavabody)     |
| Thalita Rebouças     | Camareira                        |

## Filmagens
As filmagens ocorreram no Rio de Janeiro entre 23 de outubro e 30 de novembro de 2017.

## Divulgação
Em 30 de agosto de 2018, Maisa Silva publicou em seu canal do YouTube o trailer oficial do filme.

## Bilheteria
Na primeira semana em cartaz, o filme foi assistido por mais de 500 mil pessoas, ficando em terceiro lugar nas bilheterias do Brasil, com R$ 5,7 milhões arrecadados. Na quarta semana e já nos últimos dias em cartaz, o filme superou a marca de um milhão de espectadores.

## Recepção
Tiago Soares no Cinema com Rapadura disse que é um "drama barato [que] deixa tudo menos verossímil e mais exagerado, assim como as cenas musicais que se utilizam de um lip sync bem ridículo." No CinePOP, Pablo Bazarello disse que o filme "não é um divisor de águas ou um filme que irá mudar o jogo sobre o tema. No entanto, possui seus temas relevantes e atuais nas entrelinhas, mesmo que tratados de uma forma tão ingênua quanto o resto do texto."
Barbara Demerov pontuou o longa no AdoroCinema com nota 2/5 indicando que é fraco. Em sua crítica no Papo de Cinema, Marcelo Müller disse que "é ingênuo ao ponto de mostrar estadunidenses cantando em português, por ser conveniente ao clima de celebração. Mesmo assim, tem méritos e um carisma que o sustenta."

## Sequência
Um segundo filme começou a ser produzido em 2023. Mas esse segundo filme não é uma continuação direta do primeiro, trazendo uma nova história e também um novo trio de personagens como protagonistas. Por isso, as atrizes Maisa Silva, Mel Maia e Klara Castanho não estão no novo filme. O novo trio de protagonistas é interpretado por Gabriella Saraivah, Laura Castro e Bela Fernandes. O filme foi lançado em 10 de outubro de 2024.